# Mark Carter
Pour les articles homonymes, voir Carter.
Pas d'image ? Cliquez ici

a Compétitions nationales et continentales officielles uniquement.

b Matchs officiels uniquement.
Dernière mise à jour le 22 juin 2011.
 Mark Peter Carter, né le 7 novembre 1968 à Auckland, est un joueur de rugby à XV néo-zélandais qui a joué avec les All-Blacks au poste de troisième ligne aile (1,88 m pour 100 kg).

## Carrière

### Club et Province
- Province
  - Auckland
- Club
  - Auckland Blues

### Équipe nationale
Il a disputé son premier test match le 24 août 1991 contre l'équipe d'Australie, et le dernier contre cette même équipe, le 1er août 1998. Il a disputé deux matchs de la coupe du monde de rugby 1991. Il a joué une saison au rugby à XIII (1996) alors qu’il n’était plus sélectionné avec les All-Blacks, puis est revenu au rugby à XV, ce qui lui a permis de goûter à nouveau aux sélections All-Blacks.

## Palmarès
- Troisième de la Coupe du monde en 1991

## Statistiques

### Club et province
- 32 matchs de Super 12 avec les Blues
- 113 matchs avec Auckland

### En équipe nationale
De 1991 à 1998, Mark Carter compte 7 sélections avec les All-Blacks. Avec les Kiwis, il dispute une Coupe du monde en 1991. Il participe également à une édition du Tri-nations en 1998.